# Natalia Likos
Natalia Likos (ur. 1928, zm. 22 sierpnia 2004) – polska Sprawiedliwa wśród Narodów Świata.

## Życiorys
Natalia Likos była córką Piotra i Apolonii Likosów. Wychowywała się w gospodarstwie rolnym rodziców w Opoce Dużej w okolicy Annopola. Od zimy 1942 r. rodzina Likosów udzielała schronienia uciekającym przed prześladowaniami Żydom: rodzinom Brenerów, Kestenbaumów, Chylów oraz Esterze Zakalik. Natalia pomagała rodzicom w opiece nad nimi. 1 czerwca 1943 r. wskutek donosu niemieccy i ukraińscy żandarmi ostrzelali gospodarstwo Likosów i zaaresztowali Piotra i Apolonię Likos oraz ukrywaną Izę Ler. Trójka została później rozstrzelana, natomiast Natalia zdołała uciec przez okno domu. Przez krótki czas błąkała się po okolicy, następnie znalazła schronienie u wujostwa. Ze względu na ciążące nad nią zarzuty i grożącą karę śmierci miała trudności ze znalezieniem schronienia na stałe. Po zakończeniu działań wojennych wróciła w rodzinne strony, jednak jej rodzinny dom został zniszczony wskutek działań przechodzącego frontu wschodniego. Osiadła w Annopolu, gdzie otrzymała pomoc od rodzin, które wcześniej wspierali rodzice Likos.
27 października 1993 r. Natalia Likos została odznaczona przez Jad Waszem tytułem Sprawiedliwa wśród Narodów Świata. Wspólnie z nią uhonorowano pośmiertnie także jej rodziców, Apolonię i Piotra Likosów.